# Österreich (Familienname)
Österreich bzw. Oesterreich ist der Familienname folgender Personen:

## Namensträger

### A
- Adelheid von Österreich (1822–1855), Königin von Sardinien
- Agnes von Österreich – mehrere Personen
- Albert/Albrecht von Österreich – mehrere Personen
- Andreas von Österreich (1558–1600), Kardinal und Bischof von Konstanz und Brixen
- Anna von Österreich – mehrere Personen
- Axel Eugen Alexander von Oesterreich (1910–1988), deutscher Schauspieler, Filmregisseur und Autor, siehe Axel von Ambesser

### B
- Barbara von Österreich (1539–1572), Erzherzogin von Österreich
- Bernhard von Oesterreich (1840–1922), deutscher Generalleutnant
- Bettina von Oesterreich (* 1967), deutsche Bankmanagerin

### C
- Constantia von Österreich (1212–1243), Tochter von Leopold VI. von Österreich
- Constantin von Oesterreich (* 1953), deurtscher Bankmanager
- Constanze von Österreich (1588–1631), Erzherzogin von Österreich
- Curt von Oesterreich (1880–1949), deutscher Generalleutnant

### D
- Detlef Oesterreich (1943–2016), deutscher Geisteswissenschaftler

### E
- Edmund von Oesterreich (1870–1946), deutscher Bankmanager
- Eleonore von Österreich – mehrere Personen
- Elisabeth von Österreich – mehrere Personen
- Ernst von Österreich – mehrere Personen
- Eugen von Österreich (1863–1954), österreichischer Feldmarschall
- Franz von Österreich – mehrere Personen

### F
- Franz Oesterreich (1621–1697), deutscher Maler und Kupferstecher Politiker
- Friedrich von Österreich – mehrere Personen

### G
- Georg Österreich (1664–1735), deutscher Komponist
- Georg von Österreich (1504–1557), Erzbischof von Valencia
- Gertrud von Österreich (1226/1228–1288/1299), Herzogin von Mödling, Titularherzogin von Österreich und der Steiermark
- Gisela von Österreich (1856–1932), Tochter von Kaiser Franz Joseph I. und Kaiserin Elisabeth
- Gwendolyn von Oesterreich (* 1949), deutsche Schauspielerin, Autorin und Regisseurin, siehe Gwendolyn von Ambesser

### H
- Hans Günther Oesterreich (1910–1990), deutscher Hörfunkmoderator
- Hedwig von Österreich-Toskana (1896–1970), Prinzessin aus dem Haus Habsburg
- Hedwig von Pfalz-Sulzbach (1650–1681), durch Heirat Erzherzogin von Österreich-Tirol
- Helena von Österreich (1543–1574), Erzherzogin von Österreich
- Helene von Österreich (1903–1924), Tochter von Erzherzog Peter Ferdinand von Österreich-Toskana und Prinzessin Marie Christine von Bourbon-Sizilien
- Helmut Oesterreich (* 1953), deutscher Gitarrist und Dirigent

### I
- Ida von Österreich († 1101?), Markgräfin von Österreich
- Isabella von Österreich (1501–1526), Infantin von Spanien, Erzherzogin von Österreich

### J
- Janine Strahl-Oesterreich (* 1959), deutsche Fernsehmoderatorin und Autorin
- Johann von Österreich (1782–1859), Reichsverweser des Deutschen Reiches, Förderer der Steiermark
- Johann Wilhelm Österreich (1800–1880), deutscher Beamter und Politiker
- Johanna von Österreich (1547–1578), Erzherzogin von Österreich
- Joseph von Österreich (1776–1847), Regent von Ungarn und Palatin von Ungarn
- Joseph II. von Österreich (1741–1790), Kaiser des Heiligen Römischen Reiches
- Joseph August von Österreich (1872–1962), k.u.k. Feldmarschall
- Joseph Ferdinand von Österreich-Toskana (1872–1942), Generaloberst der k. u. k. Doppelmonarchie und Ballonfahrer
- Joseph Karl Ludwig von Österreich (1833–1905), Generalmajor und Autor

### K
- Karl von Österreich, siehe Karl von Habsburg – mehrere Personen
- Katharina von Österreich – mehrere Personen
- Kunigunde von Österreich (1465–1520), Frau von Herzog Albrecht IV.

### L
- Leopold von Österreich – mehrere Personen
- Ludwig von Österreich – mehrere Personen

### M
- Magdalena von Österreich (1532–1590), Adelsdame aus dem Hause Habsburg
- Margarete von Österreich – mehrere Personen
- Maria von Österreich – mehrere Personen
- Matthias Oesterreich (1716–1778), deutscher Maler und Radierer
- Maximilian von Österreich – mehrere Personen

### P
- Peter Lothar Oesterreich (* 1954), deutscher Philosoph und Hochschullehrer

### R
- Rainer von Österreich – mehrere Personen
- Rolf Oesterreich (Leichtathlet) (1949–2022), deutscher Kugelstoßer
- Rolf Oesterreich (Eiskunstläufer) (* 1952), deutscher Eiskunstläufer
- Romy Österreich, Ehename von Romy Kermer (* 1956), deutsche Eiskunstläuferin und Eiskunstlauftrainerin
- Rosa von Österreich (1906–1983), Tochter von Erzherzog Peter Ferdinand von Österreich-Toskana und Prinzessin Maria Christina von Bourbon-Sizilien
- Rudolf von Österreich, siehe Rudolf von Habsburg – mehrere Personen
- Ruth Oesterreich (1894–1943), deutsche Widerstandskämpferin

### S
- Sophie von Österreich (1805–1872), Erzherzogin von Österreich

### T
- Tina Österreich (* 1944), deutsche Lehrerin und Schriftstellerin
- Traugott Konstantin Oesterreich (1880–1949), deutscher Religionsphilosoph und Psychologe

### W
- Walburga Oesterreich (um 1864/1870–1961), US-amerikanische Gattin eines Textilfabrikanten
- Wenzel von Österreich (1561–1578), Adelsherr aus dem Hause Habsburg
- Wilhelm von Österreich (1827–1894), Erzherzog von Österreich

### Z
- Zita von Österreich (1892–1989), Kaiserin von Österreich